# Tennistoernooi van Tokio 2016
|                                                           |  |                                                       |
| Christina McHale, winnares van het International-toernooi |  | Caroline Wozniacki, winnares van het Premier-toernooi |

Het tennistoernooi van Tokio van 2016 werd tussen 12 september en 9 oktober 2016 gespeeld op de hardcourt-banen van het Ariake Tennis Forest Park (met overdekt center court genaamd Ariake Colosseum) in de Japanse hoofdstad Tokio.
Het toernooi bestond uit drie delen:
- WTA-toernooi van Japan 2016, het "International"-toernooi voor de vrouwen (12–18 september), met officiële naam Japan Women's Open
- WTA-toernooi van Tokio 2016, het "Premier"-toernooi voor de vrouwen (19–25 september), met officiële naam Toray Pan Pacific Open
- ATP-toernooi van Tokio 2016, het toernooi voor de mannen (3–9 oktober), met officiële naam Rakuten Japan Open

Ook dit jaar sloot het mannentoernooi niet meteen aan op het vrouwentoernooi.

ATP-toernooi van Tokio‎ – WTA-toernooi van Tokio

2000 · 
2001 · 
2002 · 
2003 · 
2004 · 
2005 · 
2006 · 
2007 · 
2008 · 
2009 · 
2010 · 
2011 · 
2012 · 
2013 · 
2014 · 
2015 · 
2016 · 
2017